# كعب بن جماز
كعب بن جماز بن مالك بن ثعلبة صحابي جليل قال ابن إسحاق هو من قبيلة جهينة وقال الواقدي هو من قبيلة غسان وكان حليفاً لقبيلة الخزرج من الأنصار شهد مع النبي محمد ﷺ غزوة بدر وغزوة أحد.

## نسبه
هو كعب بن جماز بن ثعلبة بن خرشة بن عمرو بن سعد بن ذبيان بن رشدان بن قيس بن جهينة الجهني.